# Rejon bychowski
Rejon bychowski (biał. Быхаўскі раён) – rejon we wschodniej Białorusi, w obwodzie mohylewskim, którego centrum administracyjnym jest miasto Bychów. Powstał 17 czerwca 1924 roku. Leży na terenie dawnego powiatu starobychowskiego.
Główną rzeką rejonu jest Dniepr, oraz jego dopływy: Cziernawka, Bobrowka, Triesna, Uchlast i Woroninka, Toszczica, Adamienka, Rdica, Łochwa, Druć.
Przez terytorium rejonu przebiega linia kolejowa Mohylew – Żłobin i drogi samochodowe Mohylew – Homel oraz Mohylew – Bobrujsk.